# Cáucaso

Mapa político do Cáucaso.

Cáucaso e Caucásia (em russo Кавказ (Kavkaz), em turco Kafkas e em georgiano კავკასია (K'avk'asia), são nomes dados a uma região da Europa oriental e da Ásia ocidental, entre o mar Negro e o mar Cáspio, que inclui a cordilheira do mesmo nome e as planícies adjacentes. Aquela região marca uma das fronteiras entre a Europa e a Ásia, fazendo com que alguns de seus países sejam considerados transcontinentais, como a Turquia, cujos territórios se dividem numa porção geograficamente europeia e outra asiática. A região é dividida em duas partes: uma norte e outra sul, respectivamente, Ciscaucásia e Transcaucásia.
Na região há jazidas de metais não ferrosos e reservas de petróleo (Azerbaijão e regiões de Maikop e de Grózni).

## História

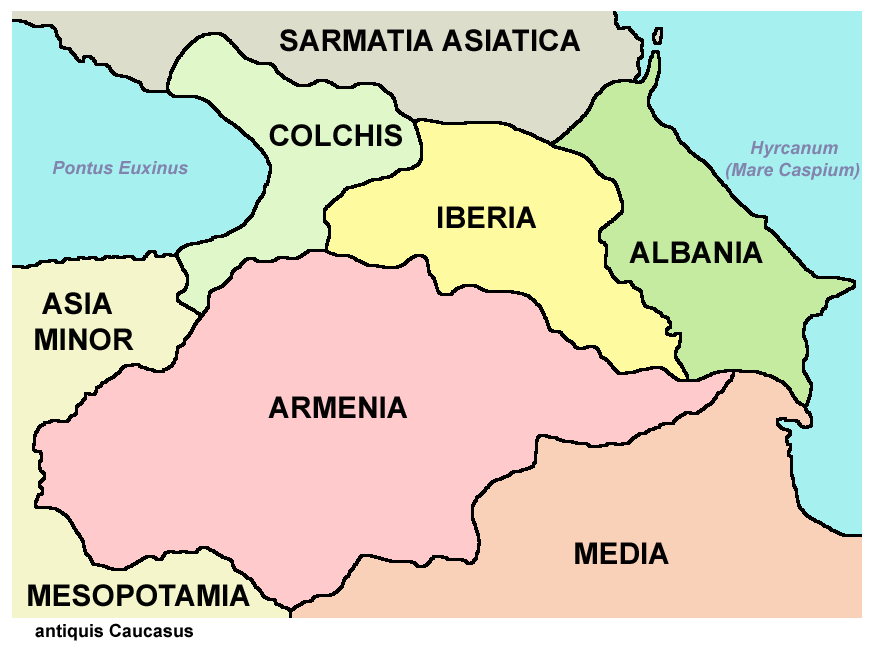
Mapa histórico do Cáucaso antes do nascimento de Cristo

Explorado pelos navegadores gregos de Mileto, no século VIII a.C., o litoral do mar Negro é repleto de várias colônias. No Cáucaso misturam-se influências persas, partas e romanas. Ponto de contato entre as civilizações bizantina e árabe durante a Idade Média, o Cáucaso caiu sob administração dos turcos seljúcidas no século XI, e, no século XIII, sofreu as invasões mongóis. Entre o século XI e o meio do século XIII, uma brilhante civilização prosperou nos reinos da Armênia e da Geórgia. Após a tomada de Constantinopla em 1453, a região ficou isolada do mundo cristão e passou ao controle otomano no século XVI.
A penetração russa no Cáucaso começou na mesma época, mas a russificação tornou-se efetiva somente no final do século XVIII; após a anexação da Geórgia (1801), a guerra contra a Pérsia e o Império Otomano (1805–1829) permite aos russos a conquista da região de Erevan. A dura resistência das tribos das montanhas teve fim somente com a rendição, em 1859, do chefe muçulmano Chamyl. Os territórios caucasianos, onde haviam sido criadas em 1917 as repúblicas socialistas da Geórgia, da Armênia e do Azerbaijão, foram, de julho de 1942 a janeiro de 1943, o teatro de uma vasta ofensiva alemã, cujo objetivo era o controle dos campos petrolíferos de Baku.
Do fim da Segunda Guerra Mundial ao desmantelamento da União Soviética (URSS), os países do Cáucaso seguiram a história da URSS.

### Independências e conflitos

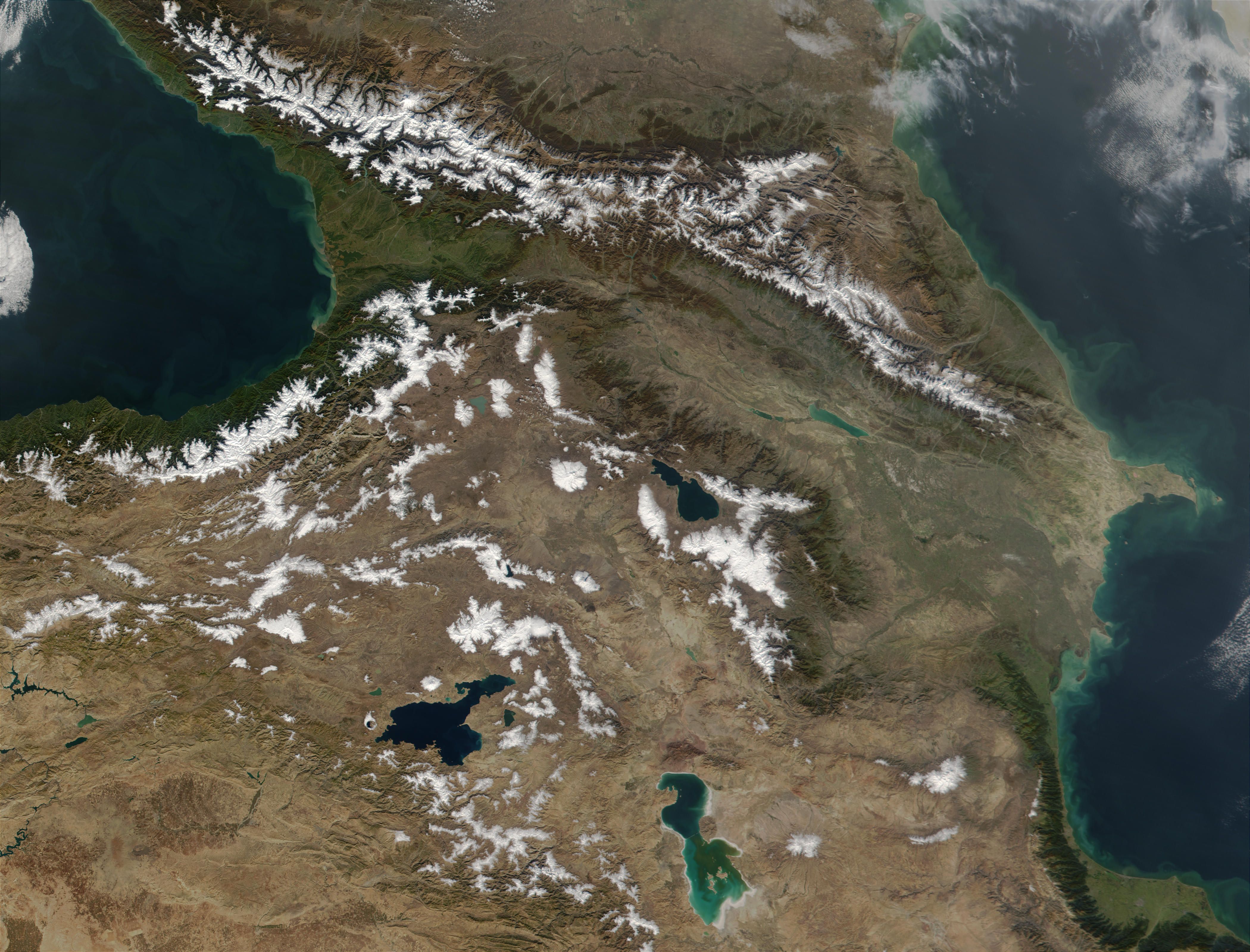
O Cáucaso, visto de um satélite

Após 1991, o desaparecimento da URSS permitiu a criação de três novos estados (Armênia, Geórgia e Azerbaijão), enquanto as seis repúblicas ciscaucasianas permaneceram no seio da Federação Russa. As três novas repúblicas foram confrontadas a graves dificuldades econômicas e são vítimas de múltiplos conflitos: a Armênia e o Azerbaijão disputam o controle do Karabak, região do Azerbaijão, reclamada e ocupada pela Armênia em desrespeito aos tratados por ela assinados, enquanto a Geórgia deve enfrentar o separatismo na Abecásia, assim como na Ossétia do Sul.
Além disso, no território da Federação Russa, um conflito explodiu em dezembro de 1994 na Chechênia, onde as forças armadas russas tentam submeter pela força os nacionalistas chechenos do general Djokar Doudaiev, que recusam a adesão à Federação Russa e reclamam independência social e econômica do país.

### Marcos históricos
- Conquista do Cáucaso pela Rússia;
- Genocídio armênio;
- 1991: Restabelecimento da independência de Armênia, Geórgia e do Azerbaijão.